# Philipp Möller

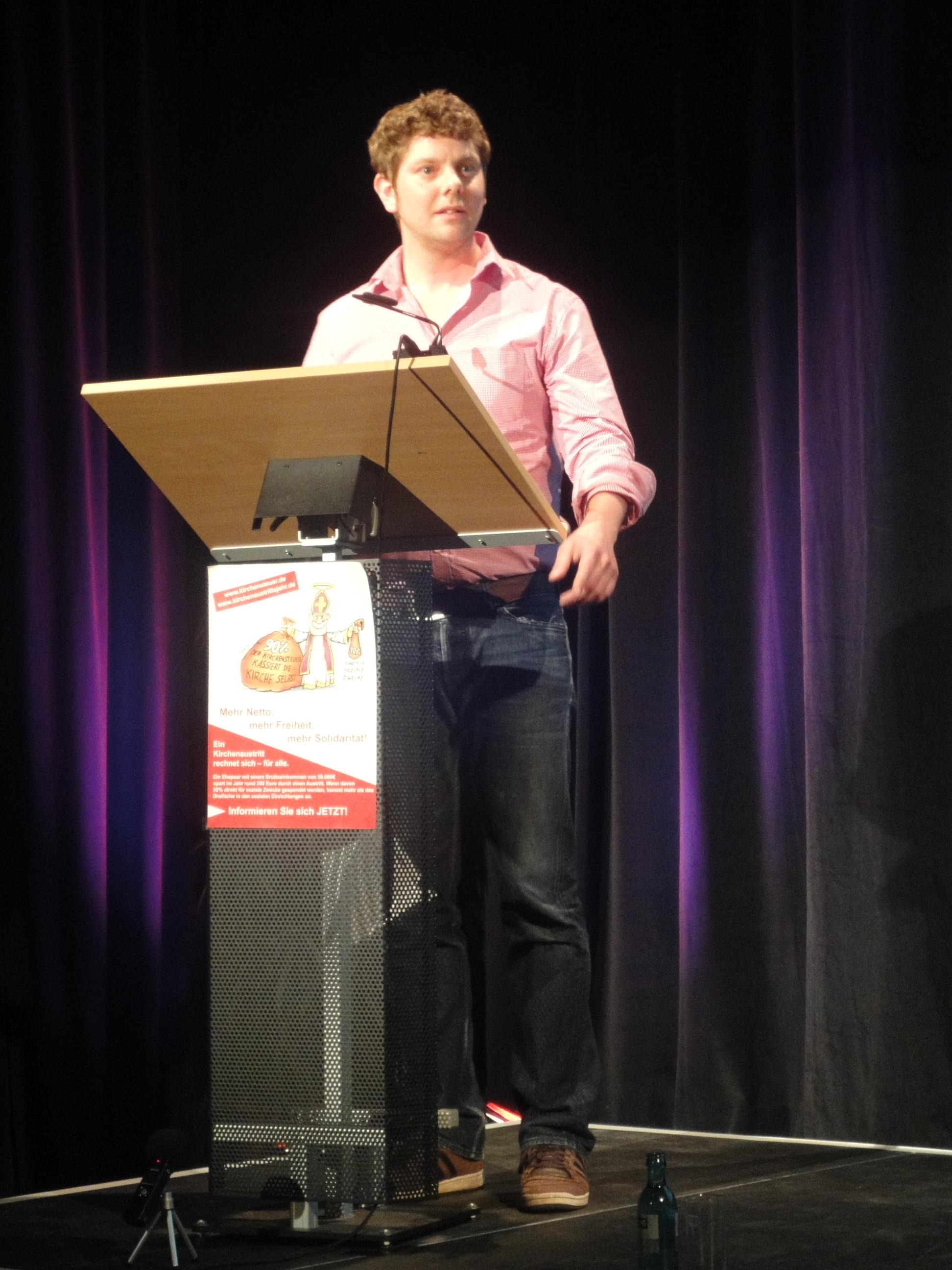
Philipp Möller (2012)

Philipp Möller (* 1980 in West-Berlin) ist ein deutscher Autor und Vorsitzender des Zentralrats der Konfessionsfreien.

## Leben
Möller wuchs als Sohn eines römisch-katholischen Kirchenmusikers aus Fulda und einer Lehrerin auf, die Möller als „restreligiös protestantisch“ bezeichnet. Möller hat mehrfach erklärt, dass Religion in seiner Erziehung kaum eine Rolle gespielt habe, mit 10 Jahren habe er beschlossen, am schulischen Religionsunterricht nicht mehr teilzunehmen.

2008 schloss er sein Pädagogik-Studium zur Erwachsenenbildung ab. Zwei Jahre lang war er als Vertretungslehrer an Berliner Grundschulen tätig. Erfahrungen aus dieser Zeit flossen in sein Buch Isch geh Schulhof ein, das im Jahr 2012 veröffentlicht wurde und zu den Bestsellern des Jahres 2013 gehörte. Zu den Büchern Bin isch Freak (2014) und Isch hab Geisterblitz (2015) las Christian Ulmen die Hörbuchfassung.

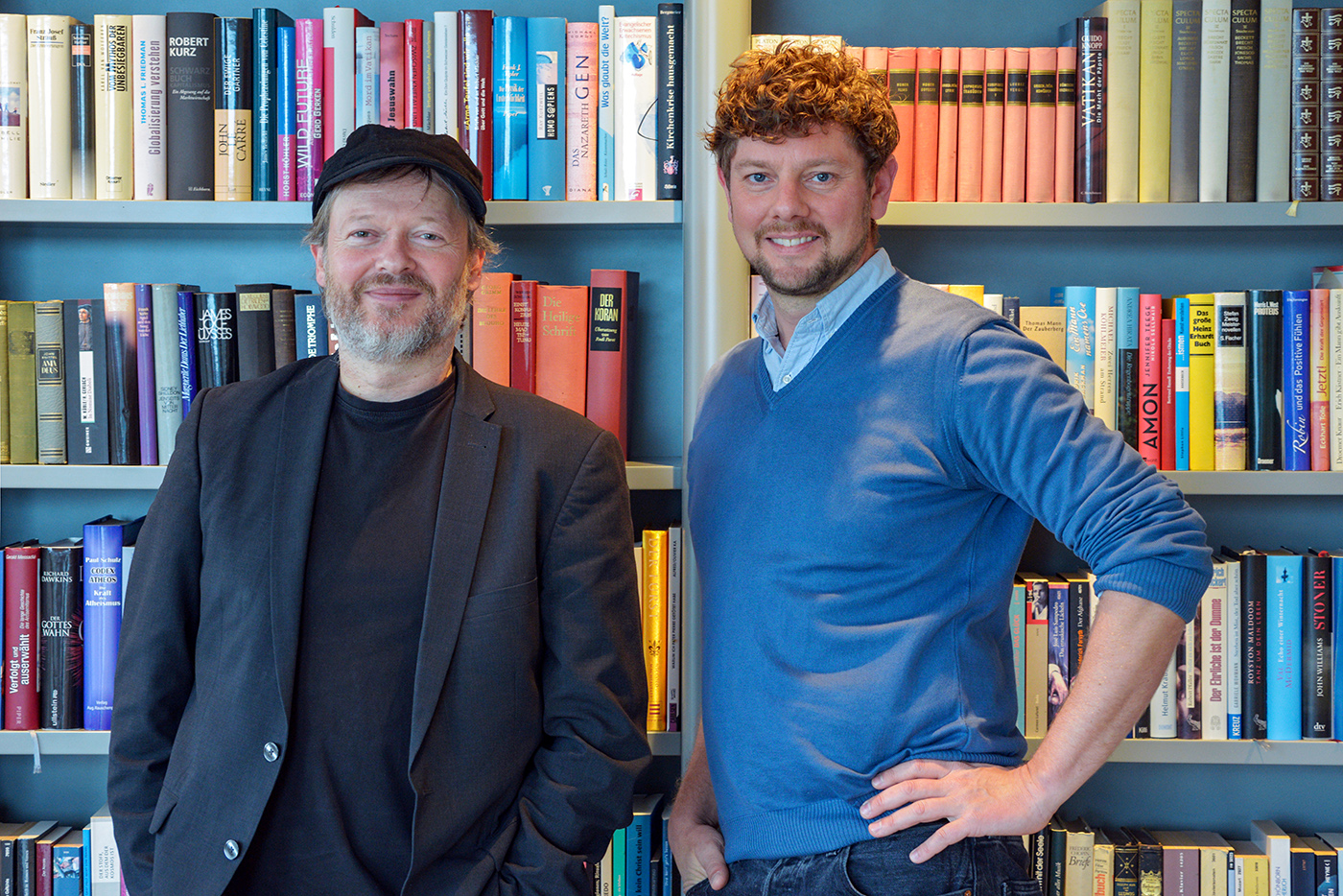
Michael Schmidt-Salomon mit Philipp Möller in Oberwesel 2019

Von Juni 2009 bis Juni 2014 war er Pressereferent der Giordano-Bruno-Stiftung, in deren Beirat er anschließend wechselte. Von 2010 bis 2012 veröffentlichte er einen Podcast Philipp Möller im Gespräch, in dem er Atheisten, Agnostiker und Humanisten zum Themenkomplex Religion interviewte. Möller, Carsten Frerk und Peder Iblher riefen nach britischem Vorbild 2009 die sogenannte „gottlose“ Buskampagne ins Leben.
Möller bekennt sich in seinem Buch Isch geh Bundestag aus dem Jahr 2019 zu seiner Sympathie für den Liberalismus und war anschließend für den klimapolitischen Sprecher der FDP-Bundestagsfraktion, Lukas Köhler, als Referent für Öffentlichkeitsarbeit tätig. Das Buch wurde teils kontrovers aufgenommen. Möller sprach sich für Klimaschutz und die Arbeit von Scientists for Future aus und kritisierte Fridays for Future als ein „bisschen zu moralistisch und nicht effektiv genug“.
Im März 2022 übernahm Möller den Vorsitz des Zentralrats der Konfessionsfreien.
Möller war Teilnehmer in den Talkshows Anne Will, Markus Lanz, log in, Nachtcafé, Roche & Böhmermann, nate light, Aeschbacher und maybrit illner.
Er ist verheiratet und lebt mit seiner Frau und seinen drei Kindern in Berlin.

## Schriften
- Isch geh Schulhof. Unerhörtes aus dem Alltag eines Grundschullehrers. Bastei-Lübbe, Köln 2012, ISBN 978-3-404-60696-2.
- Bin isch Freak, oda was?! Geschichten aus einer durchgeknallten Republik. Bastei-Lübbe, Köln 2014, ISBN 978-3-404-60758-7.
- Isch hab Geisterblitz: Neue Wortschätze vom Schulhof. Bastei-Lübbe, 2015, ISBN 3-404-60782-1.
- Gottlos glücklich: Warum wir ohne Religion besser dran wären. S. Fischer Verlag, 2017, ISBN 978-3-596-29880-8.
- Isch geh Bundestag: Wie ich meiner Tochter versprach, die Welt zu retten. S. Fischer Verlag, 2019, ISBN 978-3-596-29882-2